# Zaborów Witolda Tyrakowského
Zaborów Witolda Tyrakowského je přírodní rezervace nacházející se v Polsku, v Mazovském vojvodství, při samém okraji města Podkowa Leśna.
Rezervace byla vytvořena v roce 1984 a je uzamčena pro veřejnost. Hraničí s městskou zástavbu na východní straně. Rozkládá se na území o velikosti 10,26 ha.
Rezervace chrání dubohabřiny, kde hnízdí 26 druhů ptáků, mezi nimi řídko viděný strakapoud prostřední, datel černý, lejsek malý a dlask tlustozobý. Kromě nich se vyskytují také: strakapoud velký, krutihlav obecný, šoupálek dlouhoprstý, brhlík lesní, sýkora modřinka, sýkora lužní, sýkora koňadra.
Ptáci hnízdí v početných starých dubech, lípách a habrech.